# Агого, Джуниор
Мануэль Джуниор Агого (англ. Manuel "Junior" Agogo; 1 августа 1979, Аккра — 22 августа 2019, Лондон, Англия) — ганский футболист, нападающий. Выступал за сборную Ганы.

## Биография

### Клубная
Профессиональную карьеру начал в клубе «Шеффилд Уэнсдей» в 1995 году. За те 5 лет, которые он провёл в «Шеффилд Уэнсдей», сыграл за клуб только 2 матча. В сезоне 1999/2000 на правах аренды поочерёдно выступал за 4 клуба Второго дивизиона.
24 февраля 2000 года заключил контракт с клубом MLS «Чикаго Файр». Проведя за «Чикаго Файр» один матч, из-за проблем с потолком зарплат 10 апреля 2000 года был обменян в «Колорадо Рэпидз» на драфт-пик. В июне 2001 году был обменян в «Сан-Хосе Эртквейкс» на Криса Карриери.
В 2002 году вернулся в Англию, где играл сначала за «Куинз Парк Рейнджерс», затем за «Барнет».
Летом 2003 года заключил контракт с «Бристоль Роверс», выступавшем в Лиге один. Сразу закрепился в основном составе. В сезоне 2003/04 забил 22 гола.
В августе 2006 году заключил контракт с клубом Чемпионшипа «Ноттингем Форест». Постоянно выходил в основном составе.
Летом 2008 года за 565 тысяч фунтов стерлингов был продан в египетский «Замалек». Первый матч за команду провёл 24 августа 2008 года против «Аль-Масри». В этом же матче забил победный гол, установив окончательный счёт 2:1.
5 августа 2009 года на правах свободного агента перешёл в кипрский клуб «Аполлон» из Лимасола, который выступает в высшей лиге чемпионата Кипра.
В июле 2011 года подписал однолетний контракт с клубом Шотландской Премьер-лиги «Хиберниан».

### Сборная Ганы
За сборную Ганы выступал с 2006 года. Первый гол за сборную забил 14 ноября 2006 года в товарищеском матче в ворота Австралии, закончившемся со счётом 1:1.
Участник финальной стадии кубка африканских наций 2008 года.

### Болезнь и смерть
В 2015 году, уже после завершения карьеры, бывший форвард перенёс инсульт. После инсульта у него были проблемы с речью. 22 августа 2019 года Агого скончался в Лондоне в возрасте 40 лет.

## Достижения
- Обладатель Кубка MLS: 2001
- Бронзовый призёр Кубка африканских наций: 2008